# Ковзанярський спорт на зимових Олімпійських іграх 1980
Змагання з ковзанярського спорту на зимових Олімпійських іграх 1980 тривали з 14 до 23 лютого на Олімпійській ковзанці імені Джеймса Б. Шеффілда в Лейк-Плесіді (США). Розіграно 9 комплектів нагород.

## Чемпіони та призери

### Таблиця медалей
| Місце               | Країна              | Золото | Срібло | Бронза | Загалом |
| ------------------- | ------------------- | ------ | ------ | ------ | ------- |
| 1                   | США (USA)           | 5      | 2      | 1      | 8       |
| 2                   | Норвегія (NOR)      | 1      | 2      | 4      | 7       |
| 3                   | Нідерланди (NED)    | 1      | 2      | 1      | 4       |
| 4                   | НДР (GDR)           | 1      | 1      | 2      | 4       |
| 4                   | СРСР (URS)          | 1      | 1      | 2      | 4       |
| 6                   | Канада (CAN)        | 0      | 1      | 0      | 1       |
| Загалом (6 збірних) | Загалом (6 збірних) | 9      | 9      | 10     | 28      |

### Чоловіки
| Дисципліна   | Золото            | Золото       | Срібло                     | Срібло   | Бронза                                              | Бронза   |
| ------------ | ----------------- | ------------ | -------------------------- | -------- | --------------------------------------------------- | -------- |
| 500 метрів   | Ерік Гайден · США | 38.03 (OR)   | Євген Куликов · СРСР       | 38.37    | Ліуве де Бур · Нідерланди                           | 38.48    |
| 1000 метрів  | Ерік Гайден · США | 1:15.18 (OR) | Ґаетан Буше · Канада       | 1:16.68  | Володимир Лобанов · СРСР · Фроде Реннінґ · Норвегія | 1:16.91  |
| 1500 метрів  | Ерік Гайден · США | 1:55.44 (OR) | Кай Стенсьєммет · Норвегія | 1:56.81  | Тер'є Андерсен · Норвегія                           | 1:56.92  |
| 5000 метрів  | Ерік Гайден · США | 7:02.29 (OR) | Кай Стенсьєммет · Норвегія | 7:03.28  | Том Ерік Оксгольм · Норвегія                        | 7:05.59  |
| 10000 метрів | Ерік Гайден · США | 14:28.13 WR  | Піт Клейне · Нідерланди    | 14:36.03 | Том Ерік Оксгольм · Норвегія                        | 14:36.60 |

### Жінки
| Дисципліна  | Золото                     | Золото       | Срібло                  | Срібло  | Бронза                    | Бронза  |
| ----------- | -------------------------- | ------------ | ----------------------- | ------- | ------------------------- | ------- |
| 500 метрів  | Карін Енке · НДР           | 41.78 (OR)   | Леа Поулос-Мюллер · США | 42.26   | Наталія Петрусьова · СРСР | 42.42   |
| 1000 метрів | Наталія Петрусьова · СРСР  | 1:24.10 (OR) | Леа Поулос-Мюллер · США | 1:25.41 | Сільвія Альбрехт · НДР    | 1:26.46 |
| 1500 метрів | Анні Боркінк · Нідерланди  | 2:10.95 (OR) | Ріа Віссер · Нідерланди | 2:12.35 | Забіне Беккер · НДР       | 2:12.38 |
| 3000 метрів | Б'єрґ Ева Єнсен · Норвегія | 4:32.13 (OR) | Забіне Беккер · НДР     | 4:32.79 | Бет Гайден · США          | 4:33.77 |

## Рекорди
На цих іграх побито всі олімпійські рекорди і один світовий.
| Дисципліна              | Дата      | Збірна                   | Час      | OR | WR |
| ----------------------- | --------- | ------------------------ | -------- | -- | -- |
| 500 метрів (чоловіки)   | 15 лютого | Ерік Гайден (USA)        | 38.03    | OR |    |
| 1000 метрів (чоловіки)  | 19 лютого | Ерік Гайден (USA)        | 1:15.18  | OR |    |
| 1500 метрів (чоловіки)  | 21 лютого | Ерік Гайден (USA)        | 1:55.44  | OR |    |
| 5000 метрів (чоловіки)  | 16 лютого | Ерік Гайден (USA)        | 7:02.29  | OR |    |
| 10000 метрів (чоловіки) | 23 лютого | Ерік Гайден (USA)        | 14:28.13 | OR | WR |
| 500 метрів (жінки)      | 15 лютого | Карін Енке (GDR)         | 41.78    | OR |    |
| 1000 метрів (жінки)     | 17 лютого | Наталія Петрусьова (URS) | 1:24.10  | OR |    |
| 1500 метрів (жінки)     | 14 лютого | Анні Боркінк (NED)       | 2:10.95  | OR |    |
| 3000 метрів (жінки)     | 20 лютого | Б'єрґ Ева Єнсен (NOR)    | 4:32.13  | OR |    |

## Країни-учасниці
У змаганнях з ковзанярського спорту на Олімпійських іграх у Лейк-Плесіді взяли участь спортсмени 19-ти країн. Китай і Румунія дебютували в цьому виді програми.
- Австралія (2)
- Канада (7)
- Китай (13)
- Фінляндія (3)
- Франція (1)
- Західна Німеччина (4)
- Велика Британія (6)
- НДР (9)
- Італія (3)
- Японія (8)
- Південна Корея (5)
- Монголія (2)
- Нідерланди (9)
- Норвегія (11)
- Польща (2)
- Румунія (3)
- Швейцарія (1)
- СРСР (16)
- США (11)